# Mingulay
Mingulay (schottisch-gälisch Miughalaigh) ist die zweitgrößte Insel der Bishop's-Inseln im Süden der Äußeren Hebriden, die zu Schottland gehören. Die Insel ist heute vor allem wegen ihrer großen Population an Seevögeln bekannt. An den steilen Küsten der Insel brüten unter anderem Papageientaucher und Tordalke. Die Tordalkpopulation ist eine der größten der Britischen Inseln.
Die Insel war bereits während der Eisenzeit bewohnt. Ihre Kultur ist wesentlich durch das frühe Christentum und die Wikinger beeinflusst. Zwischen dem 15. und 19. Jahrhundert gehörte die Insel zum Clan MacNeil of Barra. Nach rund zweitausend Jahren Besiedlung wurde die Insel 1912 aufgegeben. Auf ihr grasen Schafe. Besitzer der Insel ist seit dem Jahre 2000 der National Trust for Scotland.